# Fimbulwinter (группа)
Fimbulwinter — норвежская блэк-металическая группа, образованная в 1990 году в Норвегии. Группа придерживалась традиций тру-блэк-метала.

## Название
Название группы происходит от слова фимбульвинтер (Великая зима) — апокалиптическая трёхлетняя зима, предшествующая рагнарёку. Многие блэк-металлисты давали своим группам и альбомам названия, связанные с северной природой и мифологией.

## История
Группа записала всего одну демозапись — Servants of Sorcery, которая позже стала культовой и неоднократно переиздавалась. В записи принимали участие Shagrath (Dimmu Borgir), Skoll (Arcturus), Necronos и Per Morten Bergseth (Sonic Debris).
В альбоме соблюдены все традиции тру-блэк-метала: неизбывная ненависть к христианству, необработанный звук и экстремальный вокал.
Группа распалась в 1992 году.

## Дискография

### Демо
- Servants of Sorcery — 1994

## Состав
- Necronos — вокал, ритм-гитара
- Хью Мингей (Scoll) — ударные
- Shagrath — соло-гитара
- Per Morten Bergseth — ударные